# François de Donadieu
Pour les articles homonymes, voir Donadieu.
François de Donadieu, évêque d'Auxerre, puis évêque de Comminges, ecclésiastique français du XVIIe siècle.

## Famille
D'une noble famille narbonnaise, son père est Jean seigneur de Puycharic et sa mère Madeleine d'Hautpoul. 
Il a pour frères François dit Jean († 1626), évêque de Saint-Papoul ; et Pierre de Donadieu, sieur de Puycharic, garde personnel de Henri III, sénéchal et lieutenant du roi en Anjou (capitaine du château d'Angers), chevalier des Ordres du roi Henri IV, conseiller d’État.

## Biographie
Il étudie d'abord à Toulouse, l'université la plus proche du diocèse de Mirepoix où il est né. Il étudie ensuite la philosophie à Paris et y prend des leçons en théologie du jésuite Jean Maldonat. 
Les guerres de religion l'obligent à quitter Paris en 1588. Il rejoint son frère Pierre, alors gouverneur à Angers.

### L'évêché d'Auxerre

#### Des temps tourmentés, une longue vacance, un poste difficilement rempli
La huitième guerre de Religion, commencée en 1585, vient à peine de se terminer en 1598. La France vient de traverser quelque quarante années de guerres de religion à peine passées. 

En ces temps de la Ligue catholique, Auxerre est protestante. L'évêque Jacques Amyot est mort en février 1593. Le chapitre d'Auxerre reconnaît les capacités des officiers des charges ecclésiastiques qu'il a nommés, et les maintient en place. Laurent Petitfou, grand archidiacre et abbé de Saint-Père, devient official du diocèse jusqu'à sa mort le 3 février 1595 et est remplacé par Jean Lordereaux, abbé de Saint-Marien à qui Jacques Amyot avait accordé une prébende de la cathédrale et l'avait pris comme trésorier pendant quelque temps. Jacques Magnen, chantre de la cathédrale, est son vice-régent jusqu'à ce qu'il s'en désiste en 1597, date à laquelle il est remplacé par le lecteur Gaspard Damy. En 1595 le chapitre nomme Lordereaux président du concile de curés du diocèse se déroulant le 11 avril. Lordereaux, qui aspire à l'évêché, tente de gagner la préséance aux assemblées du clergé mais le chapitre donne cette préséance et la présidence au doyen. Le chapitre a nommé deux économes pour gérer le temporel de l'évêché. Le roi a de son côté nommé Gabriel Remon, prévôt de Léré dans l'église de Saint-Martin de Tours, comme responsable de l'économat de l'évêché d'Auxerre ; mais cet usage du droit de régale, droit qui avait d'ailleurs été aboli pour Auxerre depuis Guillaume de Seignelay (évêque 1207–1219), a peu de conséquence et est révoqué par Henri IV le 1er mai 1596. Entre-temps c'est donc le chapitre qui attribue les prébendes et les cures vacantes. Arnaud Sorbin, évêque de Nevers, fait à la demande du chapitre quelques consécrations d'églises, notamment celle de Champlémi que le seigneur François de la Rivière vient de faire rebâtir et pour laquelle, afin de solemniser l'affaire, le chapitre autorise cet évêque à donner la tonsure et la confirmation dans l'église. C'est encore Sorbin que le chapitre demande pour officier à Auxerre et faire l'ordination le jour de Pentecôte de 1599.
Car pour ce qui est de nommer un évêque à Auxerre, encore faut-il trouver un volontaire. En effet peu sont prêts à accepter de gouverner une ville si agitée où les principaux bâtiments ont été détruits et la cathédrale pillée par les calvinistes, en sus de l'importante annate (une année de revenus nets de charges) qu'il faut payer à Rome pour ce privilège douteux. 

Ainsi en 1594 Henri IV nomme Pelletier, conseiller clerc du parlement de Paris. Puis il nomme l'abbé de Saint-Hilaire qui se trouve être François-Jean, le plus jeune fils de Jean de Donadieu, gentilhomme gascon ; mais François-Jean refuse car son frère ainé Pierre, gouverneur d'Angers, veut prélever sur ce bénéfice 4 000 livres de rentes avec l'agrément du roi et aussi parce qu'il est informé des énormes réparations à effectuer notamment sur le château de Régennes et sur celui de Varzy. En 1597 le brevet de l'évêché d'Auxerre est cédé à Jean Lordereaux, abbé de Saint-Marien à Auxerre ; mais Lordereaux meurt empoisonné en revenant de Paris - peut-être pas parce que le chapitre lui portait méfiance, mais probablement parce qu'il avait été et était peut-être encore attaché au duc de Mayenne.
Des tenants pour les Donadieu (dont vraisemblablement son frère Pierre) convainquent enfin un autre fils de la famille de se faire homme d’Église et de prendre la charge, selon Lebeuf ; mais il dit aussi que c'est son frère aîné Pierre de Picheri ou de Puchairie qui, ayant rendu au roi le grand service de lui conserver la ville d'Angers malgré les tentations du comte de Brissac et malgré les attaques du château par les habitants d'Angers, obtient la charge pour François.

#### Les lenteurs administratives
François de Donadieu se fait tonsurer à l'âge de 35 ou 36 ans et reçoit aussitôt de Henri IV l'abbaye de Bellebranche. Il est nommé évêque d'Auxerre par le roi le 12 février 1598. Afin d'accélérer le processus de reconnaissance par le pape, le chapitre d'Auxerre fait la démarche assez peu courante d'écrire à Clément VIII le 18 décembre 1598, allant jusqu'à lui demander de se désister de son droit d'annate en faveur de François qui, muni de cette lettre, part pour Rome en compagnie du cardinal de Joyeuse archevêque de Toulouse et du docteur Jean Daffier natif du Couserans. 

à Rome il prend le bonnet de Docteur au collège de Sapience. Le pape lui accorde les bulles en juin 1599, pour l'évêché d'Auxerre et pour l'abbaye de Bellebranche ; la bulle pour l'évêché donne Donadieu comme simple clerc du diocèse de Mirepoix, car il n'a que la tonsure ; mais le pape l'autorise à recevoir les ordres, commençant par les quatre ordres mineurs. Il est ordonné par le cardinal de Joyeuse, qui le sacre le 1er août dans l'église Saint-Pierre-ès-Liens de Rome. Dès le 13 juillet 1599 Donadieu nomme pour son procureur général son frère Pierre. Pierre choisit un vicaire général, Gaspard Damy chanoine et lecteur d'Auxerre, qui fait valider les bulles papales par le Conseil du roi le 1er mars 1600. Damy se présente à Auxerre le 14 juin pour prendre possession de l'évêché au nom de Donadieu.
Le pape accordant un jubilé (indulgences) pour le début de l'année séculaire, Donadieu décide de rester à Rome jusque-là. Il profite de ce temps d'attente pour se former aux cérémonies et adopte plusieurs de celles qu'il voit pratiquer à Rome. Il fait aussi le pèlerinage de Notre-Dame de Lorette. Mais peu accoutumé aux chaleurs du pays, il tombe malade, ce qui le retient à Rome tout le reste de l'année 1600. Il rencontre les cardinaux Baronius et Bellarmin, dont il envoie des ouvrages en France. 

Rétabli, il fait son entrée à Auxerre le 18 avril 1601.

#### Les débuts de l'épiscopat
En compensation de sa mense abbatiale qu'il cède aux Jésuites, il obtient pour son frère François-Jean l'évêché de Saint-Papoul, sur lequel une rente lui est réservée.
Il se démet de son abbaye en 1607 en faveur des jésuites du collège de La Flèche fondé en 1603. On le trouve présent à l'assemblée du clergé réunie à Paris en 1614. Son diocèse lui doit la fondation de deux couvents, l'un de Capucins dans la ville épiscopale en 1606, et l'autre d'Augustins en 1616. Il promulgue de nouveaux statuts synodaux le mercredi après Pâques de l'an 1622. Nicolas Camuzat, chanoine de Troyes, lui dédie une édition de la célèbre Chronique de Robert, moine de Saint-Marien, près d'Auxerre (datant de 1212).

### L'évêché de Comminges
En juillet 1623, François de Donadieu permute son siège d'Auxerre avec celui de Comminges détenu par Gilles de Souvré. Il révoque sa possession de l'évêché d'Auxerre devant notaire à Paris le 7 février 1624 et fait signifier sa révocation à Gilles de Souvré le 17 mars suivant. 
Mais il tombe malade à Paris et, bien qu'il se rétablisse quelque peu, préconise alors comme évêque de Comminges son neveu Barthélemy de Donadieu de Griet. Il reçoit de son neveu en échange une rente de 8 000 livres tirée sur l'évêché de Comminges, avec la jouissance du palais des évêques du Comminges à Alan et des revenus de cette terre qui fait bien sûr partie de la manse épiscopale de Comminges.
De fait, il revient si bien en santé que, nettement plus fort que son neveu l'évêque de Comminges, c'est lui François Donadieu qui y exerce la plupart des fonctions épiscopales. Ce neveu meurt d'ailleurs avant lui, en 1637.
François de Donadieu meurt en février 1640 à l'âge de 80 ans. 
Un des trois jetons conservés à Angers au nom de son frère, porte au revers : De Donadieu, évêque d'Auxerre.

## Héraldique
| Blason | Blasonnement : Armes de la famille de Donadieu d'azur à un poing d'or soutenant un cœur de même, accompagné de 2 étoiles aussi d'or en chef |